# Macrohon
Macrohon is een gemeente in de Filipijnse provincie Southern Leyte op het eiland Leyte. Bij de laatste census in 2007 had de gemeente bijna 25 duizend inwoners.

## Geografie

### Bestuurlijke indeling
Macrohon is onderverdeeld in de volgende 30 barangays:
| - Aguinaldo - Amparo - Asuncion - Bagong Silang - Buscayan - Cambaro - Canlusay - Danao - Flordeliz - Guadalupe - Ichon - Ilihan - Laray - Lower Villa Jacinta - Mabini | - Mohon - Molopolo - Rizal - Salvador - San Isidro - San Joaquin - San Roque - San Vicente - San Vicente Poblacion - Santa Cruz - Santo Niño - Santo Rosario - Sindangan - Upper Ichon - Upper Villa Jacinta |

## Demografie
Macrohon had bij de census van 2007 een inwoneraantal van 24.583 mensen. Dit zijn 1.481 mensen (6,4%) meer dan bij de vorige census van 2000. De gemiddelde jaarlijkse groei komt daarmee uit op 0,86%, hetgeen lager is dan het landelijk jaarlijks gemiddelde over deze periode (2,04%). Vergeleken met de census van 1995 is het aantal mensen met 4.490 (22,3%) toegenomen.

De bevolkingsdichtheid van Macrohon was ten tijde van de laatste census, met 24.583 inwoners op 126,39 km², 194,5 mensen per km².

## Foto's
|  |  |

## Geboren in Macrohon
- Ruperto Kangleon (27 maart 1890), guerrillaleider en politicus (overleden 1958).